# Chalcopasta howardi
Chalcopasta howardi là một loài bướm đêm trong họ Noctuidae.